# Place Vendome (banda)
Place Vendôme es un grupo de hard rock formado en 2005 por el bajista y productor Dennis Ward (Pink Cream 69), junto con el cantante Michael Kiske (ex-Helloween), el guitarrista Uwe Reitenauer (Pink Cream 69), el teclista Gunter Werno (Vanden Plas) y el batería Kosta Zafiriou (Pink Cream 69, Axxis). Como anécdota cabe mencionar que Pink Cream 69 fue la banda de Andi Deris, actual vocalista de Helloween. Su primer disco homónimo vio la luz en el año 2005.

## Discografía
- Place Vendôme (2005)

1. Cross the Line
2. I Will Be Waiting
3. Too Late
4. I Will Be Gone
5. The Setting Sun
6. Place Vendôme
7. Heaven's Door
8. Right Here
9. Magic Carpet Ride
10. Sign of the Times 
- Streets Of Fire (2009)

1. Streets OF Fire
2. My Guardian Angel
3. Completely Breathless
4. Follow Me
5. Set Me Free
6. Beliver
7. Valerie (The Truth Is In Your Eyes)
8. A Scene In Reply
9. Changes
10. Surrender Your Soul
11. Dancer
12. I'd Die For You
- Thunder in the Distance (2013)

"Talk to Me"  - 4:03
"Power of Music"  - 4:03
"Broken Wings"  - 4:20
"Lost in Paradise"  - 3:53
"It Can' Rain Forever"  - 4:05
"Fragile Ground"  - 4:10
"Hold Your Love"  4:35
"Never Too Late"  - 3:30
"Heaven Lost"  - 4:40
"My Heart Is Dying"  - 3:07
"Break Out"  - 4:34
"Maybe Tomorrow"  - 4:24
"Thunder in the Distance"  - 4:28
Close to the Sun (2017) 
1.- Close to the sun
2.- Welcome to the edge
3.- Hereafter
4.- Strong
5.- Across the times
6.- Riding the ghost
7.- Light before the dark
8.- Falling star
9.- Breathing
10.- Yesterday is gone
11.- Helen
12.- Distant skies
- Datos: Q3906110